# André Neumann
André Neumann (* 29. September 1977 in Altenburg) ist ein deutscher Kommunalpolitiker der CDU und seit dem 1. Juli 2018 Oberbürgermeister der ostthüringischen Skat- und Residenzstadt Altenburg.

## Leben
Geboren und aufgewachsen ist Neumann im Südosten Altenburgs. Sein Vater arbeitete bei der Wismut, seine Mutter war Gärtnermeisterin.
Nach einer Ausbildung zum Kaufmann im Groß- und Außenhandel leistete er seinen Zivildienst beim Deutschen Roten Kreuz. Nachdem er erfolgreich das Fachabitur ablegte, studierte er Betriebswirtschaftslehre an der Westsächsischen Hochschule Zwickau. Im Rahmen des Studiums absolvierte Neumann ein einjähriges Praktikum in Mannheim. Das Studium schloss Neumann als Diplomkaufmann (FH) ab.
2008 bis 2012 arbeitete Neumann als Personalleiter in einem Unternehmen für Behälterbau. Zwischen 2012 und 2018 war Neumann als Prokurist bei Volkswagen Automobile Leipzig und Personalleiter bei VW Automobile Leipzig / VW Automobile Chemnitz / Audi Zentrum Leipzig / DLC Sachsen beschäftigt.
Neumann ist verheiratet und hat zwei Kinder.
André Neumann ist Gründungsmitglied der Barbarossa-Stiftung sowie des Fördervereins zur Erhaltung und Nutzung des Bismarckturms Altenburg. Darüber hinaus engagiert er sich im Freude am Laufen Team e.V., dem Verein Hilfe für Menschen im Kongo e.V. und dem RB-Leipzig-Fanclub Skatstadtbullen Altenburg e.V. Er gehört weiterhin zu den Gründungsmitgliedern des Kommunalpolitischen Rings Altenburger Land e.V.

## Politik
Seit 2009 ist Neumann kommunalpolitisch in seiner Heimatstadt aktiv. Von 2009 bis zu seinem Amtsantritt als Oberbürgermeister gehörte er der CDU-Stadtratsfraktion an und war zwischen 2011 und 2018 deren Vorsitzender.
Ab 2014 war er Mitglied des Kreistages im Landkreis Altenburger Land.
Bereits 2012 kandidierte Neumann für das Amt der Oberbürgermeisters, unterlag jedoch bereits in der ersten Runde mit 19,4 Prozent der Wählerstimmen dem Kandidaten der CDU-Abspaltung „pro Altenburg“, Peter Müller, und dem in der Stichwahl bestätigten SPD-Amtsinhaber Michael Wolf. Bei der Wahl 2018 errang Neumann im ersten Wahlgang das Altenburger Rathaus mit 55,6 Prozent der abgegebenen Stimmen gegen Katharina Schenk von der SPD sowie den parteilosen Kandidaten Frank Schütze.
Seit 2020 ist Neumann Beisitzer im Landesvorstand der CDU Thüringen. Zudem ist er Vorsitzender der CDU Altenburg.
Vom 18. bis 20. März 2022 residierte Bundespräsident Frank-Walter Steinmeier auf Neumanns Einladung in Altenburg. Die Stadt war die erste Station auf Steinmeiers „Ortszeit“-Tour zu Beginn seiner zweiten Amtszeit.
Bei der Oberbürgermeisterwahl am 26. Mai 2024 setzte sich Neumann erneut in der ersten Runde mit 58,7 % gegen zwei Gegenkandidaten durch.
Er wurde ebenfalls in den Kreistag wiedergewählt.